# Hillandale (Maryland)
Hillandale es un lugar designado por el censo ubicado entre el condado de Montgomery y el condado de Prince George, en el estado estadounidense de Maryland. En el año 2010 tenía una población de 6043 habitantes y una densidad poblacional de 1.888,44 personas por km².

## Geografía
Hillandale se encuentra ubicado en las coordenadas 39°1′32″N 76°58′0″O / 39.02556, -76.96667.

## Demografía
Según la Oficina del Censo en 2000 los ingresos medios por hogar en la localidad eran de $75,650 y los ingresos medios por familia eran $88,802. Los hombres tenían unos ingresos medios de $46,107 frente a los $36,724 para las mujeres. La renta per cápita para la localidad era de $27,861. Alrededor del 3.3% de la población estaba por debajo del umbral de pobreza.